# Cabeça de Perfil
Cabeça de Perfil é um óleo sobre tela da autoria do pintor português Manuel Jardim. Pintado em 1920 e mede 36 cm de altura e 32 cm de largura.
A pintura pertence ao Museu Nacional Machado de Castro de Coimbra.